# Great Expectations (1946)
Great Expectations is een Britse dramafilm uit 1946 onder regie van David Lean. Het scenario is gebaseerd op de gelijknamige roman uit 1860 van de Britse auteur Charles Dickens.

## Verhaal
De arme weesjongen Pip helpt een ontsnapte gevangene. Hij maakt kennis met de verbitterde Miss Havisham en haar knappe beschermelinge Estella. Later wordt hij door een onbekende weldoener geholpen om een heer van stand te worden.

## Rolverdeling
| Acteur              | Personage          |
| ------------------- | ------------------ |
| John Mills          | Pip                |
| Valerie Hobson      | Estella            |
| Tony Wager          | Pip (als kind)     |
| Jean Simmons        | Estella (als kind) |
| Bernard Miles       | Joe Gargery        |
| Alec Guinness       | Herbert Pocket     |
| Martita Hunt        | Miss Havisham      |
| Francis L. Sullivan | Mr. Jaggers        |
| Finlay Currie       | Abel Magwitch      |
| Ivor Barnard        | Mr. Wemmick        |